# Ehrenburg
Ehrenburg è un comune di 1.584 abitanti della Bassa Sassonia, in Germania.
Appartiene al circondario (Landkreis) di Diepholz (targa DH) ed è parte della comunità amministrativa (Samtgemeinde) di Schwaförden.

## Geografia antropica

### Suddivisioni amministrative
Il territorio comunale comprende le frazioni (Ortsteil) di Schmalförden, Schweringhausen, Stocksdorf e Wesenstedt.